# مارتين لويس غوزمان
مارتين لويس غوزمان (بالإسبانية: Martín Luis Guzmán)‏ هو عسكري ودبلوماسي وصحفي وكاتب وسياسي مكسيكي، ولد في 6 أكتوبر 1887 في تشيهواهوا في المكسيك، وتوفي في 22 ديسمبر 1976 في مدينة مكسيكو في المكسيك. انتخب عضو مجلس النواب المكسيك.